# 닌켄 천황
닌켄 천황(일본어: 仁賢天皇 닌켄 텐노[*], 449년 ~ 498년 9월 9일)은 일본의 24대 천황(재위 : 488년 2월 4일 ~ 498년 9월 9일)이다. 오케노스메라미코토(億計天皇), 오시노미코토(大石尊), 오케노미코(意祁命, 意富祁王)라고도 한다. 휘(諱)는 오시(大脚), 오스(大為)이고, 자(字)는 시마노이라쓰코(嶋郎)이다.
천황이 되기 전에는 오케(億計, 후의 닌켄 천황(仁賢天皇, 일본 제24대 천황))로 불렸으며 세이네이 천황이 승하할 때, 그의 동생 오케(弘計, 후의 겐조 천황(顕宗天皇, 일본 제23대 천황))와 함께 발견되었는데, 형의 이름인 오케(億計)와 동생의 이름인 오케(弘計)는 일본어 발음이 오케(おけ)로 모두 같다.
두 사람은 리추 천황(履中天皇)의 손자로서 세이네이 천황(淸寧天皇) 때 형 오케(億計)는 황태자가 되었고, 동생 오케(弘計)는 황자가 되었다. 이들의 발견 시기는 불분명하다. 세이네이 천황(淸寧天皇)이 붕어한 후, 형의 양보로 동생 오케(弘計)가 천황에 즉위하였으니 이가 바로 일본 제23대 천황인 겐조 천황(顕宗天皇)이다. 그후 겐조 천황(顕宗天皇)이 후계자 없이 붕어하자 형 오케(億計)가 이를 계승하여 일본 제24대 천황인 닌켄 천황(仁賢天皇, 일본 제24대 천황)으로 즉위하였다.
닌켄 천황(仁賢天皇)은 아들 부레쓰 천황(武烈天皇)에 의해 계승되었으나 그가 후계자 없이 사망함으로써 제16대 닌토쿠 천황(仁德天皇)으로부터 시작된 가계는 제25대 부레쓰 천황(武烈天皇)에서 대가 끊어지고 제26대 게이타이 천황(繼體天皇)의 새로운 가계가 시작되는데, 닌켄 천황(仁賢天皇)과 황후인 가스가노오호이라쓰메(春日大郞女) 사이에서 태어난 넷째 딸인 다시라카노이라쓰메(手白髮郞女)가 제26대 게이타이 천황(繼體天皇)의 황후가 되어 후일 제29대 겐메이 천황(欽明天皇)을 낳음으로써 천황의 계보를 잇게 된다.

## 가족 관계
- 조부 : 일본 제17대 리추 천황(履中天皇, 336?~405)
- 조모 : 구로히메(黒媛)
  - 아버지 : 이치노헤노오시하 황자(市辺押磐皇子, ?~456) - 이와사카노이치노헤노오시하 황자(磐坂市辺押磐皇子)라고도 한다.
  - 어머니 : 하에히메(荑媛)
    - 황후 : 가스가노오이라쓰메 황녀(春日大娘皇女) - 제21대 유랴쿠 천황의 황녀
      - 딸 : 다카하시노오이라쓰메 황녀(高橋大娘皇女)
      - 딸 : 아사즈마 황녀(朝嬬皇女)
      - 딸 : 다시라카 황녀(手白香皇女, 489 이전~?) - 제26대 게이타이 천황의 황후
        - 손자 : 일본 제29대 긴메이 천황(欽明天皇, 509~571)

      - 딸 : 다치바나노나카쓰 황녀(橘仲皇女, 489 이전~?) - 제28대 센카 천황(宣化天皇)의 황후, 이시히메 황녀(石姫皇女)의 어머니
      - 아들 : 일본 제25대 부레쓰 천황(武烈天皇, 489~507)
      - 딸 : 마와카 황녀(真稚皇女)

    - 왕비 : 누카키미노이라쓰메(糠君娘)
      - 딸 : 가스가노야마다 황녀(春日山田皇女, ?~539 이후) - 제27대 안칸 천황의 황후

| 전 임 겐조 천황 | 제24대 일본 천황 488년 2월 4일 ~ 498년 9월 9일 | 후 임 부레쓰 천황 |

## 같이 보기
- 일본 천황